# Damernas hopp i freestyle vid olympiska vinterspelen 1994
Damernas hopp i freestyle vid olympiska vinterspelen 1994 vid de olympiska vinterspelen 1994 avgjordes den 21-24 februari.

## Medaljörer
| Gren | Guld                  | Silver               | Brons                   |
| Hopp | Lina Tjerjazova (UZB) | Marie Lindgren (SWE) | Hilde Synnøve Lid (NOR) |

## Resultat

### Kval
| Placering | Namn                | Land           | Hopp 1 | Hopp 2 | Totalt | Noteringar |
| --------- | ------------------- | -------------- | ------ | ------ | ------ | ---------- |
| 1         | Kirstie Marshall    | Australien     | 77,14  | 88,98  | 166,12 | Q          |
| 2         | Hilde Synnøve Lid   | Norge          | 77,43  | 81,27  | 158,70 | Q          |
| 3         | Marie Lindgren      | Sverige        | 77,43  | 78,27  | 155,70 | Q          |
| 4         | Caroline Olivier    | Kanada         | 75,60  | 77,43  | 153,03 | Q          |
| 5         | Yuliya Rakovich     | Belarus        | 79,02  | 73,08  | 152,10 | Q          |
| 6         | Nataliya Orekhova   | Ryssland       | 69,93  | 80,47  | 150,40 | Q          |
| 7         | Maja Schmid         | Schweiz        | 68,90  | 80,18  | 149,08 | Q          |
| 8         | Tracy Evans         | USA            | 76,86  | 71,05  | 147,91 | Q          |
| 9         | Nataliya Shertsneva | Ukraina        | 70,35  | 77,43  | 147,78 | Q          |
| 10        | Elfie Simchen       | Tyskland       | 64,96  | 81,74  | 146,70 | Q          |
| 11        | Inna Paliyenko      | Ukraina        | 75,98  | 70,20  | 146,18 | Q          |
| 12        | Lina Cheryazova     | Uzbekistan     | 64,75  | 79,68  | 144,43 | Q          |
| 13        | Nikki Stone         | USA            | 79,60  | 64,26  | 143,86 |            |
| 14        | Liselotte Johansson | Sverige        | 69,74  | 72,41  | 142,15 |            |
| 15        | Colette Brand       | Schweiz        | 75,75  | 64,67  | 140,42 |            |
| 16        | Jacqui Cooper       | Australien     | 61,23  | 78,44  | 139,67 |            |
| 17        | Yin Hong            | Kina           | 64,39  | 70,25  | 134,64 |            |
| 18        | Ji Xiaoou           | Kina           | 52,26  | 68,96  | 121,22 |            |
| 19        | Katherina Kubenk    | Kanada         | 38,02  | 76,99  | 115,01 |            |
| 20        | Kristean Porter     | USA            | 66,26  | 24,88  | 91,14  |            |
| 21        | Jilly Curry         | Storbritannien | 56,26  | 17,95  | 74,21  |            |
| -         | Sonja Reichart      | Tyskland       | 38,00  | -      | -      |            |

### Final
| Placering | Namn                | Land       | Hopp 1 | Hopp 2 | Totalt | Noteringar |
| --------- | ------------------- | ---------- | ------ | ------ | ------ | ---------- |
| 1         | Lina Cheryazova     | Uzbekistan | 92,92  | 73,92  | 166,84 |            |
| 2         | Marie Lindgren      | Sverige    | 81,78  | 84,10  | 165,88 |            |
| 3         | Hilde Synnøve Lid   | Norge      | 76,41  | 87,72  | 164,13 |            |
| 4         | Maja Schmid         | Schweiz    | 75,27  | 81,63  | 156,90 |            |
| 5         | Nataliya Shertsneva | Ukraina    | 74,99  | 79,89  | 154,88 |            |
| 6         | Kirstie Marshall    | Australien | 79,89  | 70,87  | 150,76 |            |
| 7         | Tracy Evans         | USA        | 76,70  | 63,07  | 139,77 |            |
| 8         | Caroline Olivier    | Kanada     | 68,35  | 70,61  | 138,96 |            |
| 9         | Elfie Simchen       | Tyskland   | 61,42  | 75,04  | 136,46 |            |
| 10        | Yuliya Rakovich     | Belarus    | 72,06  | 63,47  | 135,53 |            |
| 11        | Inna Paliyenko      | Ukraina    | 63,65  | 71,63  | 135,28 |            |
| 12        | Nataliya Orekhova   | Ryssland   | 61,26  | 73,66  | 134,92 |            |